# B.R.M. P15
Der B.R.M. P15 (alternative Schreibweise: BRM P15, gelegentlich auch: Type 15) war der erste Formel-1-Rennwagen des 1947 gegründeten Herstellers British Racing Motors (B.R.M.) aus Bourne (Lincolnshire). Das Auto entstand als Gemeinschaftsprojekt mit Unterstützung zahlreicher britischer Unternehmen und sollte als britisches Nationalprojekt und World Beater die italienische und französische Konkurrenz im Grand-Prix-Sport schlagen. Die Entwicklung des Autos wurde von der Presse intensiv und mit teilweise euphorischen Berichten begleitet. Der Wagen, der wegen seines anspruchsvollen Sechzehnzylindermotors in der Literatur auch einfach B.R.M. V16 genannt wird, erfüllte allerdings die Erwartungen seiner Konstrukteure und der Öffentlichkeit nicht. Wiederholt musste das Auto vor dem Beginn eines Rennens zurückgezogen werden, und einige Renneinsätze scheiterten unter spektakulären, teilweise demütigenden Umständen. Deshalb gilt der B.R.M. P15 als einer der großen Flops der Formel-1-Geschichte. Seine Erfolglosigkeit gilt letztlich als ausschlaggebend dafür, dass die Automobil-Weltmeisterschaft 1952 und 1953 nicht mit Formel-1-Rennwagen ausgetragen wurde.

## Entstehung und Verlauf des Projekts

### Konzept der kollektiven Entwicklung

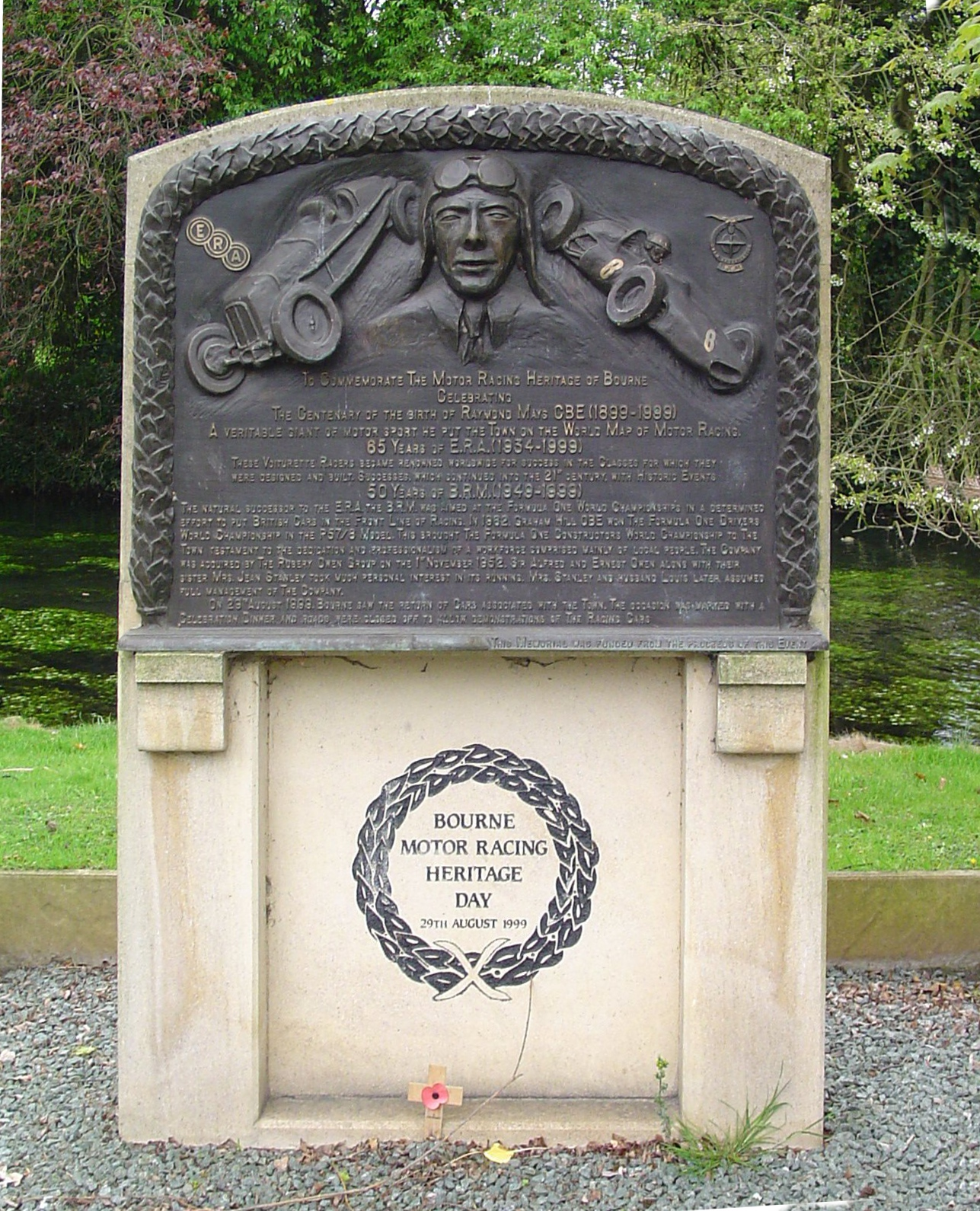
Bourne, Lincolnshire: Gedenkstein für Raymond Mays, den Initiator des B.R.M. P15

British Racing Motors wurde 1947 von dem britischen Rennfahrer Raymond Mays und dem Ingenieur Peter Berthon ins Leben gerufen. Dahinter stand die Idee, verschiedene britische Unternehmen zu einem nationalen Motorsportprojekt zu vereinen. Mays hatte in der Vorkriegszeit den privaten britischen Rennwagenhersteller English Racing Automobiles (ERA) geleitet und war für dessen Werksteam auch Rennen gefahren. Seinerzeit waren die englischen Konstruktionen denen der französischen, italienischen und deutschen Hersteller unterlegen gewesen, die gleichsam als Vertreter ihrer Nationen aufgetreten und jedenfalls teilweise staatlich unterstützt worden waren. Während des Krieges entwickelte Mays die Idee, ein britisches Nationalteam aufzubauen. Nach Kriegsende propagierte er seine Vorstellungen landesweit und erhielt Unterstützung von der britischen Regierung. Ab 1947 beteiligten sich auch zahlreiche britische Unternehmen an dem Projekt. Zu ihnen gehörten Rolls-Royce, English Steel und Lucas Industries. Einige Betriebe entwickelten oder produzierten kostenlos Bestandteile des Rennwagens, andere erbrachten Sachleistungen. Der Beitrag der Austin Motor Company bestand beispielsweise in der Überlassung eines Renntransporters. Wie viele Zulieferer es insgesamt waren, ist unklar. Die meisten Quellen gehen von etwa 150 bis 160 Unternehmen aus, Raymond Mays sprach zehn Jahre nach der Beendigung des Projekts von 350. Zur Finanzierung und Überwachung des Projekts wurde der British Racing Motor Research Trust gegründet, der Geld- und Sachspenden auch von der Bevölkerung sammelte. Insgesamt soll im Wege des Crowdfunding ein Budget von jährlich 25.000 GBP zusammengekommen sein, was angesichts dessen, dass B.R.M. für die Konstruktion und die Renneinsätze gleichermaßen verantwortlich war, als Minimalbugdet angesehen wird. Mays behauptete später, der Trust hätte bis Ende 1952 insgesamt etwa 160.000 GBP gesammelt. Die Begeisterung der britischen Bevölkerung für das Projekt ging zeitweise so weit, dass unbeteiligte Privatiers Konstruktionsvorschläge einreichten und anboten, bei der Suche nach Fehlern behilflich zu sein.

### Bedeutungslosigkeit nach Regeländerung
Die Entwicklung und der Zusammenbau des Autos zogen sich über mehrere Jahre hin. Es dauerte zweieinhalb Jahre, bis der P15 fahrbereit war. Ab 1950 nahm das Team an Rennsportveranstaltungen teil. Der P15 war bei Wettbewerben in der Klasse, für die er bestimmt war, erfolglos. 1950 und 1951 war er nur zu einzelnen Formel-1-Rennen gemeldet. Lediglich eines von ihnen hatte Weltmeisterschaftsstatus, alle anderen Veranstaltungen waren weltmeisterschaftsfreie Rennen.
Der mangelnde Erfolg des B.R.M. P15 war eine der Ursachen dafür, dass die Fédération Internationale de l’Automobile (FIA) die Automobil-Weltmeisterschaft, die bis dahin für die Formel 1 ausgeschrieben war, ab 1952 in der Formel 2 austrug. Nachdem sich Alfa Romeo Ende 1951 aus dem Motorsport zurückgezogen hatte, waren für die Saison 1952 nur noch Ferrari und B.R.M. als Formel-1-Konstrukteure verblieben. Als B.R.M. zum ersten Formel-1-Rennen des Jahres 1952 nicht antrat, ging die FIA davon aus, dass in diesem Jahr nur Ferrari werksseitig in der Formel 1 vertreten sein würde, und befürchtete eine unattraktive Weltmeisterschaft. Um dies zu verhindern, schrieb sie die Automobil-Weltmeisterschaft 1952 und 1953 für die Formel 2 aus, in der es einen breiteren Unterbau an Konstrukteuren gab. Für B.R.M. bedeutete dies, dass der P15, der für die Formel 1 konstruiert worden war, nun in der Weltmeisterschaft keine Rolle mehr spielte. Andererseits hatte das Unternehmen keinen Rennwagen, der geeignet war, in der jetzt maßgeblichen Formel 2 an der Automobil-Weltmeisterschaft teilzunehmen. B.R.M. zog sich daraufhin für zwei Jahre aus der Weltmeisterschaft zurück und bestritt mit dem P15 nur Nebenrennen in Großbritannien, Kontinentaleuropa und Neuseeland.

### Nach dem P15: Organisatorischer Neuanfang
Ende 1952 wurde der British Racing Motors Research Trust aufgelöst. Der Unternehmer Alfred Owen, der mit seinem Konzern Rubery Owen von Beginn an zu den Unterstützern des Projekts gehört hatte, übernahm das Team. Unter Owens Leitung entwickelte B.R.M. 1953 den P15 zum P30 weiter, der ab 1954 bei einigen weltmeisterschaftsfreien Rennen eingesetzt wurde. Mit eigenen Konstruktionen nahm das B.R.M.-Team, das nun als Owen Racing Organisation firmierte, erst 1956 wieder an der Formel-1-Weltmeisterschaft teil und nutzte dabei den neu konstruierten P25, der als eine in jeder Hinsicht einfache Konstruktion angesehen wird und damit das Gegenteil des P15 darstellte.

## Konstruktion

### Chassis und Karosserie

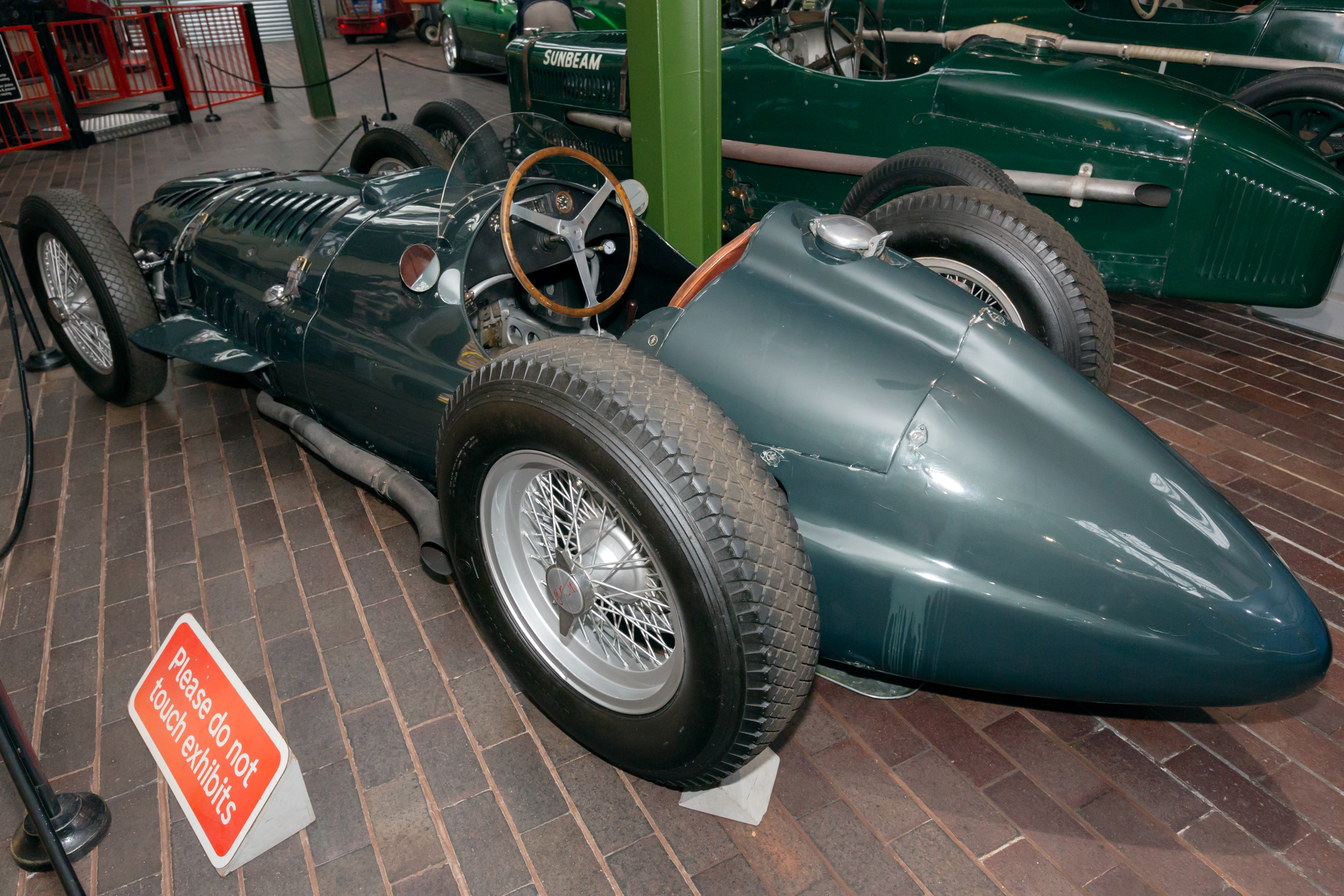
Schlank auslaufende Karosserie: B.R.M. P15

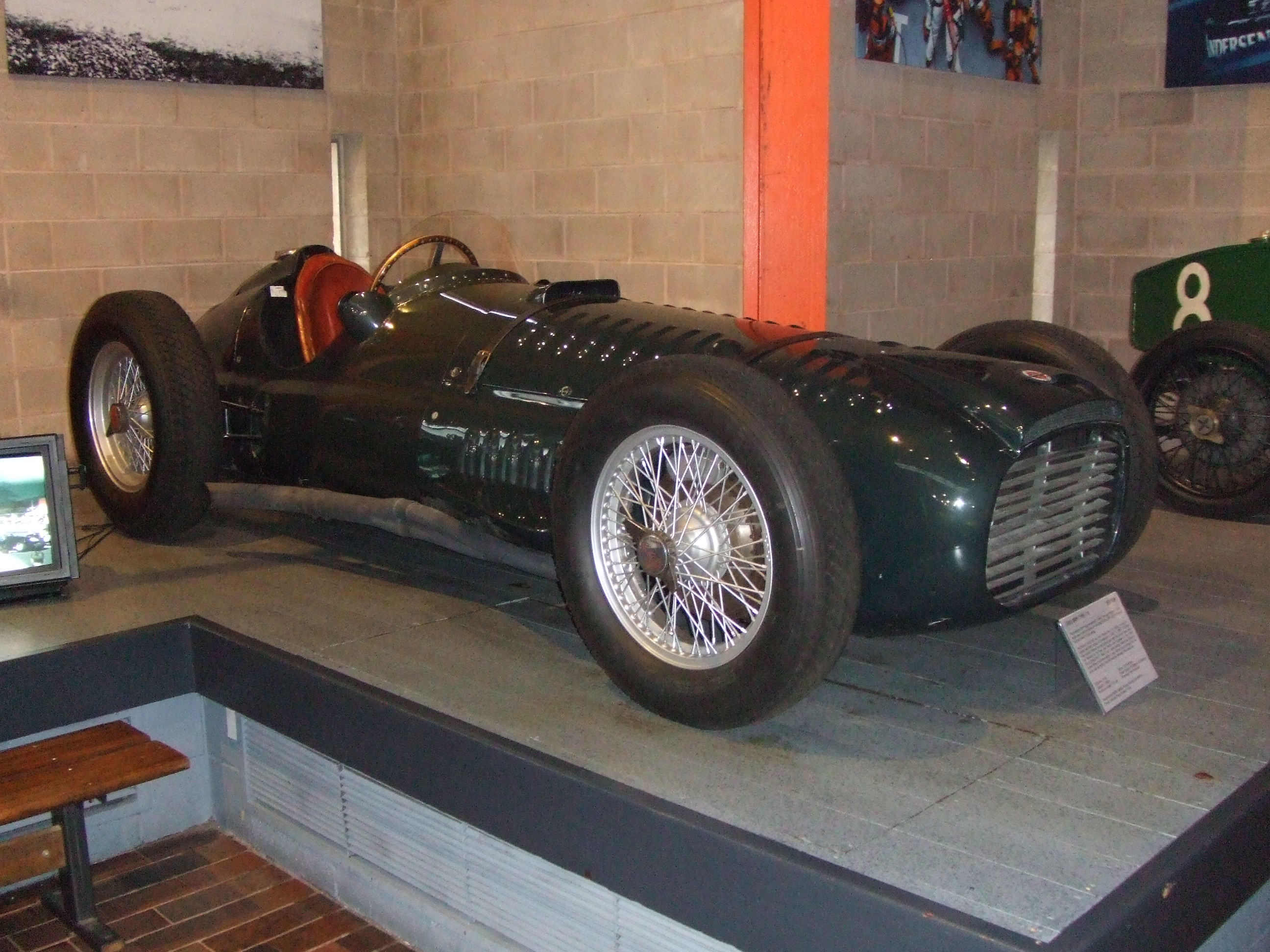
Größere Frontöffnung und zusätzliche Kühllufteinlässe: B.R.M. P15 (Produktionsmodell Nr. 1) in einer späten Version

Die Chassiskonstruktion galt als simpel und konzeptionell den 1930er-Jahren entlehnt; Kritiker meinten, das Chassis des P15 sei „eher ein Blick in die Vergangenheit als in die Zukunft.“ Der P15 hatte einen einfachen Rohrrahmen mit zwei Längsholmen mit 2,5 Zoll (ca. 64 Millimeter) Durchmesser und mehreren Querstreben. Seitlich waren Rohrausleger befestigt, die die Karosseriebleche trugen. Der Rahmen wurde bei Rubery Owen hergestellt.
Die Vorderräder waren an einer Kurbellenkerachse aufgehängt und mit einer Spindellenkung versehen, hinten gab es eine De-Dion-Achse. Die neuartigen Gasfedern lieferte Lockheed. In der britischen Motorsportliteratur finden sich Hinweise darauf, dass Peter Berthon bei der Konstruktion der Aufhängung auf Merkmale von Mercedes- und Auto-Union-Rennwagen der Vorkriegszeit zurückgriff. Bis 1951 war der P15 an allen vier Rädern mit Trommelbremsen ausgestattet, ab 1952 wurden Scheibenbremsen eingesetzt.
Die Karosserie des P15 wurde bei Standard entworfen, einem Großserienhersteller für Pkw aus Coventry. Sie hatte für ihre Zeit ungewöhnlich gerade Linien. Sie wurde wiederholt überarbeitet, insbesondere wurden wegen anhaltender Überhitzungsprobleme bald zusätzliche Lüftungsöffnungen in die Motorabdeckung geschnitten, und ab Sommer 1952 war die anfangs ovale vordere Kühleröffnung deutlich größer dimensioniert.
Es gab zwei separate Kraftstofftanks. Der größere, 25 Gallonen (113 Liter) fassende Tank war zwischen dem Cockpit und dem Motor oberhalb der Beine des Fahrers untergebracht, der kleinere mit einem Fassungsvermögen von 15 Gallonen (68 Liter) hinter dem Fahrersitz.

### Antrieb
Im Gegensatz zum Fahrwerk war der von Peter Berthon und Harry Mundy entworfene Antrieb des P15 sehr komplex konstruiert. Der Motor war ein Sechzehnzylinder-V-Motor mit einem Bankwinkel von 135 Grad und Trockensumpfschmierung. Block und Zylinderköpfe bestanden aus Leichtmetall. Konzeptionell waren es zwei an ihren jeweiligen Rückseiten miteinander verbundene Achtzylinder-V-Motoren. Die zehnfach gelagerte Kurbelwelle war zweiteilig. Jeweils vier Zylinder mit nassen Laufbuchsen aus Grauguss waren unter einem Zylinderkopf zusammengefasst. Die Kraft wurde mittig abgenommen, dort saß auch der Zahnradtrieb für die vier obenliegenden Nockenwellen. Der Hubraum belief sich auf insgesamt 1496 cm³ (Bohrung 49,53 mm, Hub 47,8 mm). Anfangs war eine Benzineinspritzung geplant, sie wurde allerdings nicht verwirklicht. Stattdessen bereiteten zwei große SU-Vergaser das Gemisch auf. Für jeden Zylinder gab es ein Ein- und ein Auslassventil. Der Motor wurde mit einem zweistufigen Radialverdichter aufgeladen, den Rolls-Royce zulieferte. Seine Konstruktion war vom Ladegebläse des Flugmotors Rolls-Royce Merlin abgeleitet. Er rotierte mit vierfacher Kurbelwellendrehzahl und wurde von der Abtriebswelle über eine Zahnradübersetzung angetrieben. Das Zündsystem kam von Lucas Industries. Insgesamt gab es vier Zündverteiler für jeweils vier Zylinder. Die Versorgung des Motors mit Gemisch war zeitweise problematisch; Ursache dafür waren fehlerhaft berechnete Ventile.
Das Fünfganggetriebe war quer eingebaut und saß hinter dem Fahrer an der Hinterachse.
Die Angaben zur Motorleistung sind sehr unterschiedlich. Zielvorgabe waren 600 bhp (447 kW) bei 15000 Umdrehungen pro Minute; dieser Wert wurde aber zweifelsfrei zu keiner Zeit erreicht. Werksseitig behauptete B.R.M., der Motor leiste im Renntrimm etwa 550 bhp (410 kW). Diese Angaben wurden von vielen Publikationen übernommen. Der Motorsporthistoriker Mike Lawrence legt unter Berufung auf interne Werksdokumente dagegen weit geringere Leistungsdaten zugrunde. Danach habe der Motor bei seinem ersten Renneinsatz tatsächlich nur 330 bhp (246 kW) geleistet. In seiner letzten Entwicklungsstufe 1953 habe die maximale Leistung schließlich 440 bhp (328 kW) betragen; dies sei etwa so viel gewesen wie die Leistung eines unaufgeladenen Ferrari-Motors. Messungen von Rolls-Royce-Ingenieuren aus dem Jahr 1950 belegten, dass die Nebenaggregate sehr viel Leistung schluckten; der Leistungsverlust lag bei mehr als 50 Prozent. Ein weiteres Problem bestand darin, dass die maximale Motorleistung jedenfalls in den ersten Jahren nur in einem sehr schmalen Drehzahlbereich anfiel.

### Lackierung
In den ersten Jahren waren alle P15 in einem hellen Grün lackiert. Im August 1952 änderte das Team die Farbe in den dunkleren Ton British Racing Green.

## Produktion
Die Fertigstellung des ersten P15 zog sich über mehr als zwei Jahre hin. Insgesamt wurden vier Fahrzeuge gebaut, und zwar ein Prototyp und die drei Produktionsmodelle „No. 1“, „No. 2“ und „No. 3“.
- Der Prototyp wurde Ende November 1949 fertiggestellt, ein halbes Jahr nach der Komplettierung des ersten Motors. Der Wagen wurde nur bei zwei Testfahrten auf dem nahe beim B.R.M.-Werk gelegenen Militärflughafen Folkingham am 29. November und am 15. Dezember 1949[14] sowie bei einer Demonstrationsrunde beim Großen Preis von Großbritannien 1950 eingesetzt. Das Auto existiert noch.
- Das Produktionsmodell Nr. 1 war im August 1950 einsatzbereit, es wurde bis zum September 1953 regelmäßig bei Rennen an den Start gebracht. Mit ihm erzielte das Team beim Woodcote Cup 1950 den ersten Sieg. Sein letztes Rennen war die Hastings Trophy 1953. Auch dieses Fahrzeug existiert noch.
- Das Produktionsmodell Nr. 2 erschien im September 1950 und blieb bis zum April 1954 im Einsatz. Ken Wharton beschädigte es bei einem Unfall bei der Glover Trophy 1954 schwer, es wurde danach verschrottet.
- Das Produktionsmodell Nr. 3 wurde im August 1952 fertiggestellt. Es debütierte bei der National Trophy mit Reg Parnell und fuhr dort einen Sieg ein. Ken Wharton zerstörte das Auto im Mai 1953 beim Großen Preis von Albi. Nach dem Rennen wurde der Wagen zerlegt, er bildete die Grundlage für das erste Exemplar des P30.

Die beiden noch existierenden Exemplare sind heute im Besitz von Museen. Das Fahrzeug Nr. 1 steht im National Motor Museum in Beaulieu, das zweite in Tom Wheatcrofts Donington Grand Prix Collection im Donington Park Circuit.

## Renngeschichte

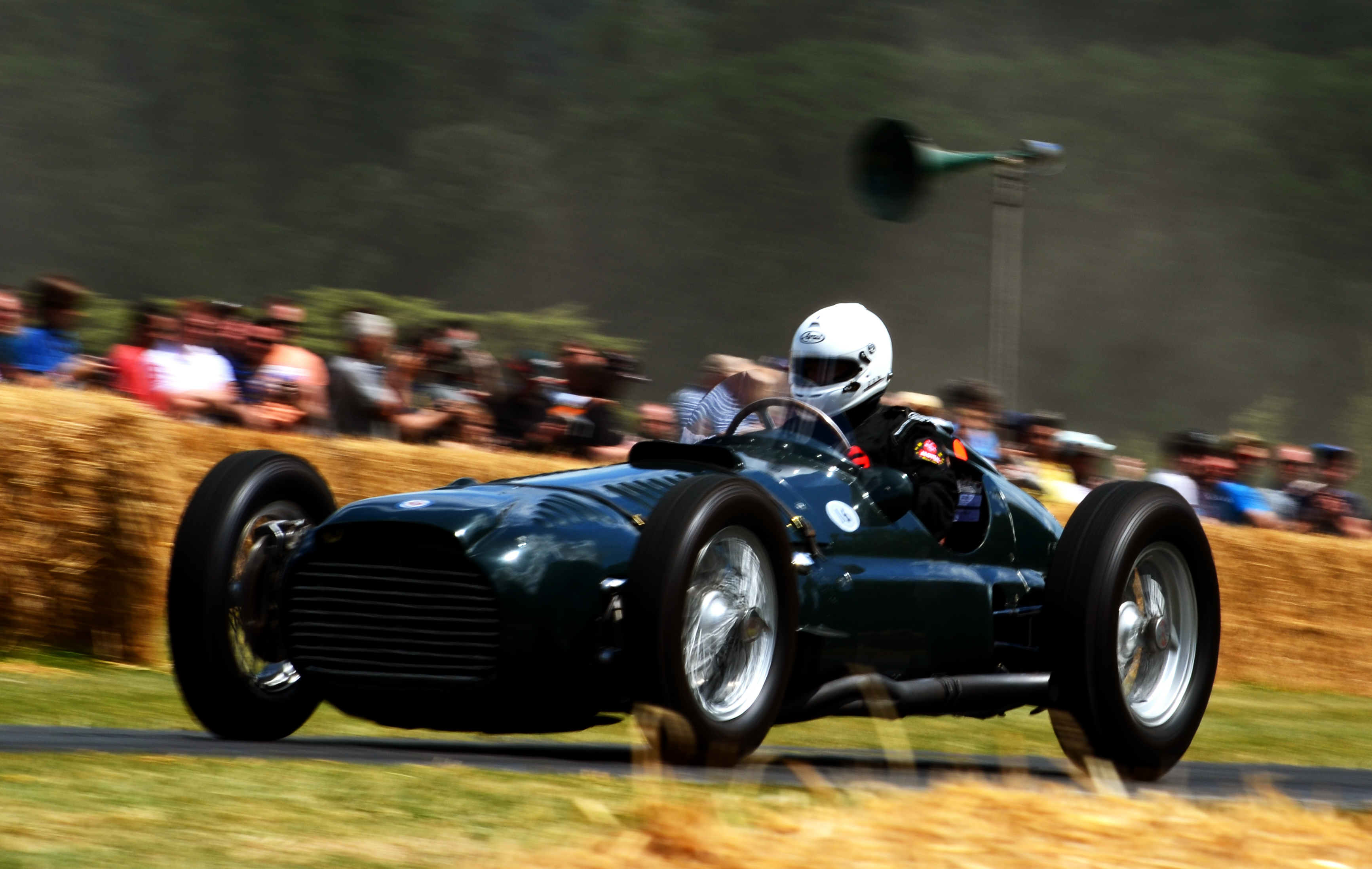
B.R.M. P15 beim Goodwood Festival of Speed 2014

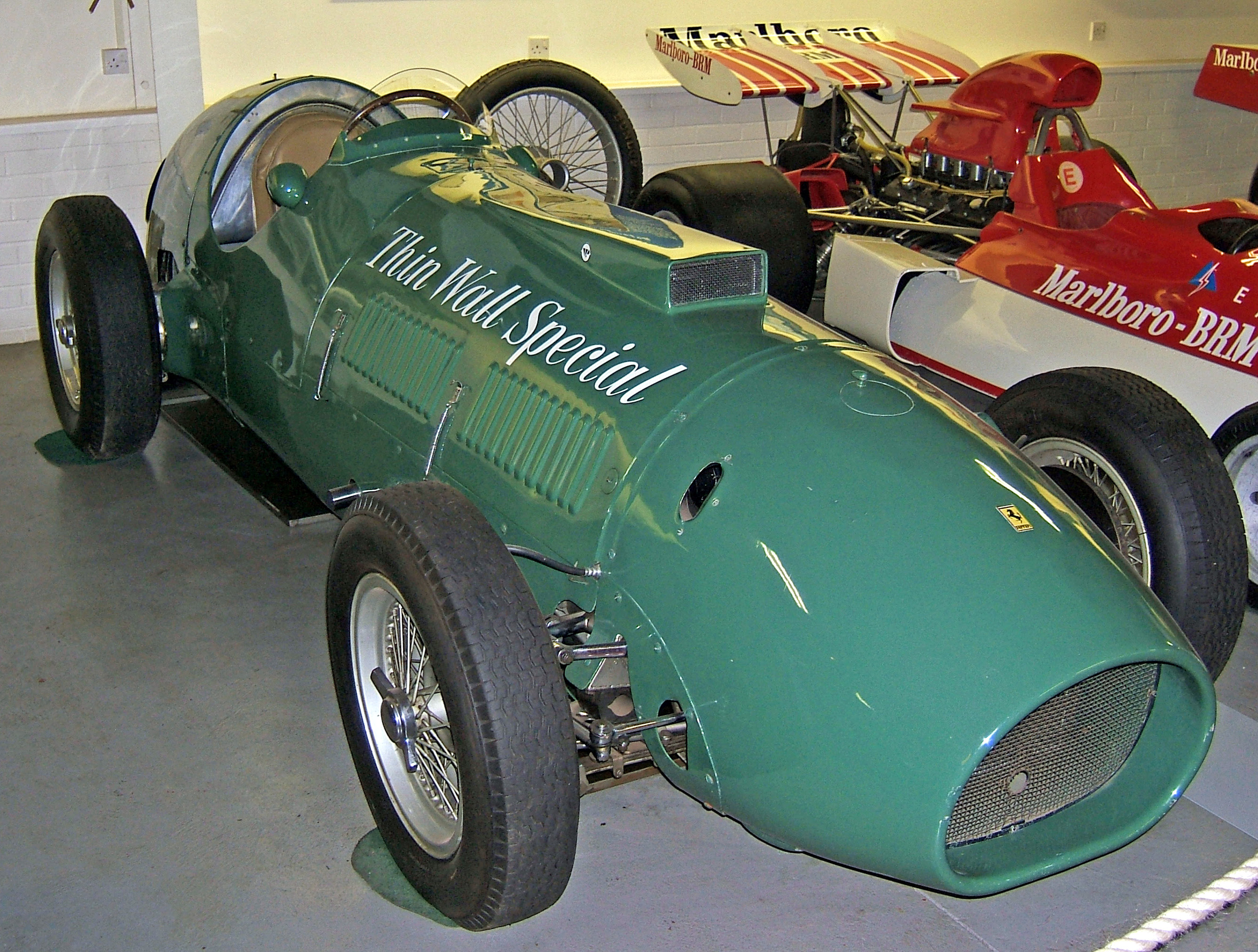
Ein Konkurrent des B.R.M.: Der britische „Thin Wall Special“ von Vandervell auf Ferrari-Basis, zuletzt mit 4,5-Liter-Saugmotor

Die Renneinsätze des B.R.M. P15 waren enttäuschend. Das Ziel, mit dem P15 in der Formel 1 gegen Ferrari und andere Konkurrenten bestehen zu können, verfehlte B.R.M. Die Renngeschichte des P15 war insbesondere in den ersten Jahren geprägt von zurückgezogenen Meldungen und Defekten, die auch nach damaligen Maßstäben skurril anmuteten und das gesamte Projekt in den Bereich des Dilettantismus rückten. Das Auto, das als World Beater gedacht war, wurde nur zu einem einzigen Weltmeisterschaftslauf der Formel 1 gemeldet und nahm auf die Titelvergabe faktisch keinen Einfluss. Zwar gab es ab 1952 wiederholt Rennteilnahmen und auch Siege – Raymond Mays sprach insoweit von einem zwischenzeitlich abgeschlossenen Reifeprozess –; die Bedeutung dieser Wettbewerbe war aber tatsächlich gering. Es handelte sich dabei nämlich um Rennen, die allesamt außerhalb der Weltmeisterschaften stattfanden, nur über kurze Distanzen gingen und oft reine Amateurveranstaltungen waren. Zu dieser Zeit orientierte sich B.R.M. nicht mehr an Ferrari oder Gordini, sondern betrachtete in erster Linie den britischen Thin Wall Special als Konkurrenten, den es zu schlagen galt. Diese Ausrichtung hatte auch eine persönliche Dimension: Tony Vandervell, der Initiator des Thin Wall Special, war zunächst ein Unterstützer B.R.M.s gewesen, hatte sich nach mangelnden Fortschritten 1949 aber von dem Projekt zurückgezogen und engagierte sich nun mit einer schrittweise modifizierten Konstruktion auf Ferrari-Basis im Grand-Prix-Sport.

### 1950: Ernüchternder Beginn

#### Kein Weltmeisterschaftslauf
Anfängliche Planungen gingen von einem Debüt des B.R.M. P15 beim Großen Preis von Großbritannien 1950 aus, dem ersten Weltmeisterschaftslauf der Formel-1-Geschichte, der im Mai 1950 in Silverstone stattfand. Das Auto war zu dieser Zeit – drei Jahre nach Beginn der Entwicklung – allerdings noch nicht wettbewerbstauglich, sodass es nicht zum Rennen gemeldet wurde. Raymond Mays fuhr in Anwesenheit von Mitgliedern des britischen Königshauses lediglich einige Demonstrationsrunden vor dem Beginn des Rennens, das von Alfa Romeo und Talbot dominiert wurde.

#### Demütigung bei der International Trophy

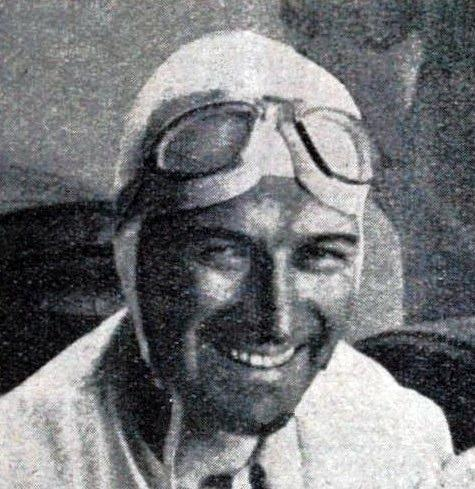
Im B.R.M. P15 verspottet: Raymond Sommer

Die erste Meldung erfolgte dann im August 1950 zur BRDC International Trophy, einem Formel-1-Rennen, das keinen Weltmeisterschaftsstatus hatte. Das B.R.M.-Werksteam meldete zwei Wagen für Raymond Sommer und Raymond Mays. Im Vorfeld des Rennens erlitten beide Autos bei Testfahrten Motorschäden, woraufhin Raymond Mays sich für einen Rückzug des Teams einsetzte. Auf Druck des British Motor Racing Research Trust, dessen Mitglieder zunehmend ungeduldig wurden, reparierten die Mechaniker eines der Fahrzeuge über Nacht, damit wenigstens Raymond Sommer an den Start gehen konnte. Um sich zu qualifizieren, legte Sommer im Vorfeld des Rennens drei Runden zurück, fuhr dabei aber, um das Material zu schonen, mit stark gedrosselter Geschwindigkeit. Für den zweiten Lauf des Rennens wurde ihm der letzte Startplatz zugewiesen. Unmittelbar nach dem Start brach an Sommers Auto die Antriebswelle, sodass sich der B.R.M. nur wenige Zentimeter aus eigener Kraft bewegte. Die Zuschauer warfen daraufhin zum Spott und in Anspielung auf das von B.R.M. betriebene Crowdfunding Münzen in Sommers Cockpit. Das Debüt des B.R.M. P15 wurde von den Teammitgliedern als Demütigung empfunden. Es erinnerte manche Beobachter an das Scheitern des mit großem Aufwand gebauten französischen Rennwagens CTA-Arsenal bei seinem ersten Rennen beim Großen Preis von Frankreich in Lyon 1947.

#### Erfolge bei Nebenrennen in Goodwood
Erfolgreicher war der Einsatz des Werksteams einen Monat später auf dem Goodwood Circuit, auf dem am gleichen Tag zunächst der Woodcote Cup und danach die Goodwood Trophy ausgetragen wurden. Beide Veranstaltungen hatten nichts mit der Formel-1-Weltmeisterschaft zu tun. Der Woodcote Cup war ein Formula-Libre-Rennen, die Goodwood Trophy ein Formel-1-Rennen ohne Weltmeisterschaftsstatus. In beiden Rennen ging Reg Parnell mit dem B.R.M. P15 an den Start. Parnell gewann bei strömendem Regen den über fünf Runden gehenden Woodcote Cup und erzielte damit den ersten Erfolg für das B.R.M.-Projekt. Auch die über 12 Runden gehende Goodwood Trophy ging an Parnell, der damit zwei Rennen an einem Tag gewann. Beobachter führen aber relativierend an, dass er sich nur gegen „schwache Konkurrenz“ durchsetzen musste und der P15 lediglich die Renntauglichkeit des Wagens für eine Dauer von insgesamt 30 Minuten bewiesen habe, während die Wettbewerbsfähigkeit über eine ganze Grand-Prix-Distanz, die mindestens viermal so lang war, weiter offen sei. Zudem seien starker Wind und Regen dem nach wie vor zur Überhitzung neigenden P15 in Goodwood entgegengekommen.

#### Ausfall in Spanien
Das letzte Rennen des Jahres war die weltmeisterschaftsfreie 1950er Ausgabe des Gran Premio de Penya Rhin auf dem Circuit de Pedralbes in Barcelona. B.R.M. meldete hier zwei Autos für Reg Parnell und Peter Walker. Im Qualifikationstraining erreichte Parnell eine Bestzeit, die sieben Sekunden über dem Ferrari von Alberto Ascari lag. Beide Fahrer fielen nach technischen Defekten aus: An Parnells Auto brach in der dritten Runde der Kompressor, bei Walker trat nach 33 Runden ein Ölleck im Getriebe auf.

### 1951: Nur ein Rennen
1951 wurde zu einem problematischen Jahr für B.R.M. In den Wintermonaten 1950/51 war die Arbeit am P15 wegen fehlender finanzieller Mittel vollständig zum Erliegen gekommen – der neu ins Team aufgenommene Ingenieur Tony Rudd bezeichnete diese Phase rückwirkend als „B.R.M.s Winterschlaf“ –, sodass der Rennstall im Grunde nicht für die neue Weltmeisterschaft vorbereitet war. Letztlich bestritt B.R.M. mit dem P15 in der Saison 1951 nur ein Rennen. Das Team hatte den P15 zwar vor Beginn der Saison 1951 für Prinz Bira zum Großen Preis der Schweiz und zum Großen Preis von Frankreich gemeldet, trat aber zu keinem dieser Rennen an. Die Einsätze scheiterten an fehlenden Motoren. B.R.M. hatte zu Jahresbeginn einige Testfahrten in Folkingham durchgeführt. Dabei waren mehrere Motoren beschädigt worden. Daraufhin fehlten dem Team zunächst die nötigen Ersatzteile für die Reparatur oder den Neuaufbau von Motoren.

#### Großer Preis von Großbritannien
Der einzige Wettbewerb, an dem B.R.M. 1951 teilnahm, war der Große Preis von Großbritannien. Es war der einzige Weltmeisterschaftslauf des P15. Der Einsatz bei diesem Rennen folgte auf großen Druck der Öffentlichkeit, die das B.R.M.-Projekt zunehmend kritisch verfolgte und, angeheizt durch die Presse, unbedingt Erfolge erwartete.
B.R.M. meldete zum Großen Preis von Großbritannien in Silverstone zwei P15 für Reg Parnell und Peter Walker. Wegen technischer Probleme konnte keiner der Fahrer am Zeittraining teilnehmen; sie mussten daher aus der letzten Startreihe ins Rennen gehen. Der inzwischen 40 Jahre alte Parnell kam mit fünf Runden Rückstand auf den Sieger auf Platz fünf, dem letzten Punkterang, ins Ziel, Walker wurde mit sechs Runden Rückstand Siebter. Während des Rennens erlitten beide Fahrer Verbrennungen an den Füßen, weil keine ausreichende Isolierung des Auspuffs vorgesehen war. Während des Rennens vermieden beide Fahrer Vollgasfahrten, weil die Füße bei durchgetretenem Gaspedal zu dicht an den heißen Auspuff kamen. Parnells Durchschnittsgeschwindigkeit lag mit 90,5 Meilen pro Stunde etwa 6 mph unter der des Siegers José Froilán González (Ferrari).

#### Scheitern in Monza
Den anschließenden Großen Preis von Deutschland ließ das Team aus. Die britische Öffentlichkeit erwartete einen Auftritt des B.R.M.-Teams Für den Großen Preis von Italien, bei dem sich der World Beater mit seinen italienischen Konkurrenten auf deren Heimstrecke messen sollte. B.R.M. meldete zwei Autos für Reg Parnell und den B.R.M.-Testfahrer Ken Richardson, der Peter Walker ersetzen sollte, dessen Verbrennungen aus dem Silverstone-Rennen noch nicht verheilt waren. Parnell und Richardson nahmen in Monza am Zeittraining teil und qualifizierten sich für die Startplätze acht (Parnell) und zehn. Richardson erhielt vom zuständigen Royal Automobile Club (RAC) allerdings nicht die notwendige Starterlaubnis. Zwar hatte er viele Testkilometer für B.R.M. zurückgelegt, doch konnte er keinerlei Erfahrung in einem Automobilrennen aufweisen. Daraufhin gab B.R.M. sein Cockpit an den zufällig in Monza anwesenden Hans Stuck, der einige Testrunden drehte, bevor das Getriebegehäuse brach. Nach erfolglosen Versuchen, das Getriebe wieder aufzubauen, zog B.R.M. beide Fahrzeuge vor Rennbeginn zurück. Teamchef Mays fürchtete, bei einer Wiederholung des Defekts könnten herumfliegende Teile Zuschauer verletzen.
Zum letzten Weltmeisterschaftslauf in Spanien trat das Team trotz vorheriger Meldung nicht mehr an.
Daneben gab es 1951 nur eine Meldung für ein Formel-1-Rennen ohne Weltmeisterschaftsstatus. B.R.M. kündigte einen Auftritt bei der Goodwood Trophy im September 1951 an, erschien dort allerdings nicht.

### 1952: Keine Zielankunft bei einem Formel-1-Rennen
1952 nahm B.R.M. nicht an der Automobil-Weltmeisterschaft teil, weil der P15 nicht dem Reglement der nun maßgeblichen Formel 2 entsprach. Neben den Weltmeisterschaftsläufen gab es weltweit 35 Formel-1- oder Formel-2-Rennen, die keinen Weltmeisterschaftsstatus hatten. B.R.M. beschränkte sich 1952 darauf, einen oder zwei P15 zu vier dieser Nebenrennen zu melden. Hinzu kamen einzelne Starts bei Formula-Libre-Rennen.

#### Formel 1

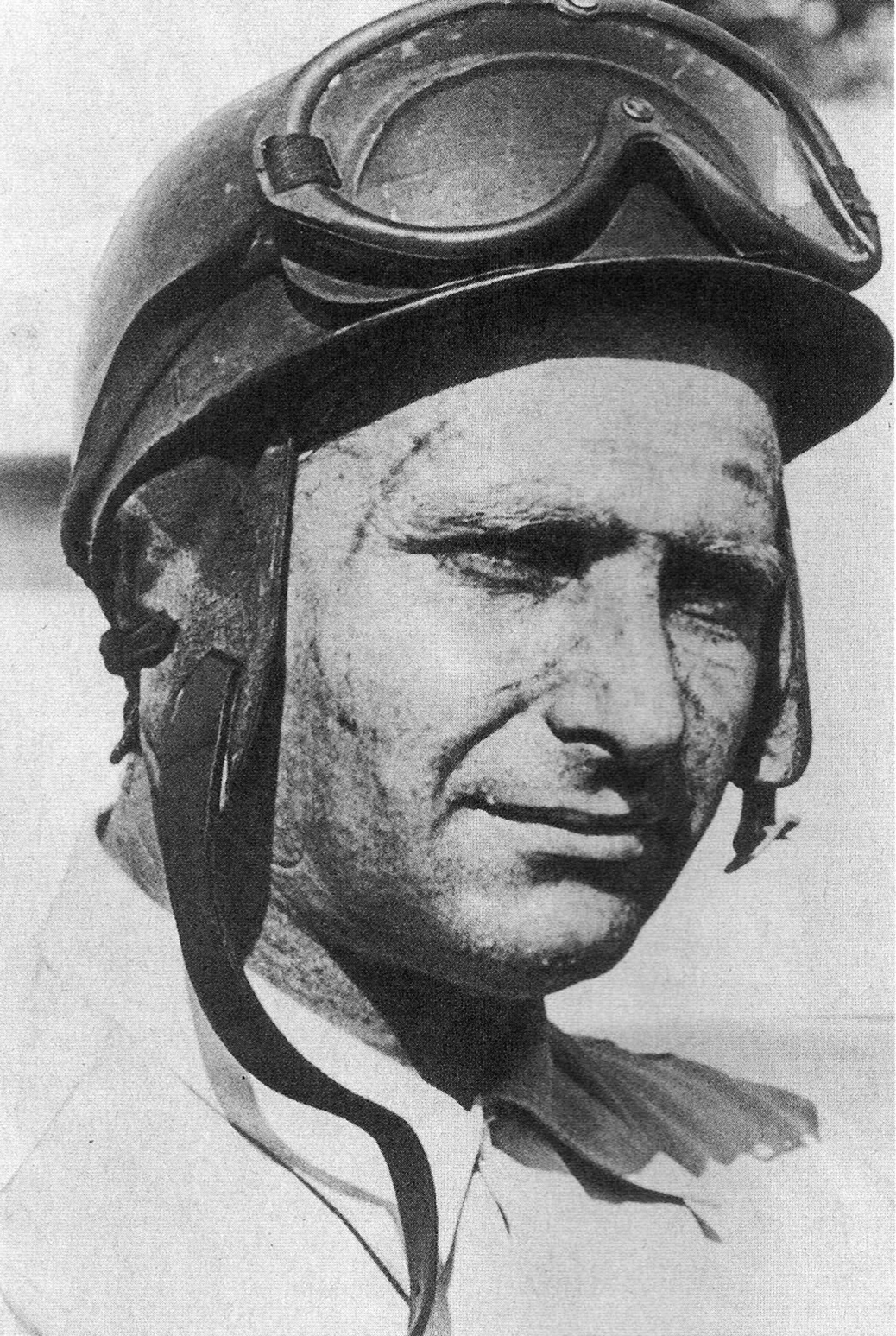
Keine Zielankunft im B.R.M.: der amtierende Weltmeister Fangio

Zum Jahresbeginn waren drei Exemplare des P15 für den Gran Premio del Valentino in Turin angekündigt, die Stirling Moss, Ken Wharton sowie der amtierende Formel-1-Weltmeister Juan Manuel Fangio fahren sollten. Tatsächlich erschien das Team überhaupt nicht, weil stattdessen in England Testfahrten mit Fangio durchgeführt werden sollten. Teamchef Mays gestand rückblickend ein, dass der Rückzug von diesem Rennen eine folgenschwere Fehlentscheidung war.
Beim Großen Preis von Albi in Südfrankreich am 1. Juni 1952 startete Fangio erstmals für B.R.M. Das zweite Auto fuhr José Froilán González. Fangio und González belegten inmitten einer Konkurrenz, die überwiegend aus privaten Ferraris und älteren Talbot-Lagos bestand, die besten Startplätze; im Zeittraining stellte Fangio zudem einen neuen Rundenrekord auf, der den bisherigen Rekord um 11 Sekunden unterbot. Im Rennen setzte sich Fangio zunächst an die Spitze, und González, der schlecht gestartet war, lag nach drei Runden an zweiter Stelle. Keiner von ihnen konnte allerdings das Rennen beenden. Beide schieden nach überhitzungsbedingten Motordefekten aus.
Nur eine Woche später startete B.R.M. mit Fangio und Moss bei der Ulster Trophy. Dieses terminlich eng auf das südfranzösische Rennen folgende Engagement in Nordirland war auf politische Entscheidungen zurückzuführen: Ein Mitglied des British Motor Racing Research Trust hatte dem nordirischen Premierminister das Erscheinen des B.R.M.-Teams zugesichert. Die in Albi beschädigten Motoren wurden vor dem Rennen in einer Garage in Belfast ausgetauscht. Die Arbeiten dauerten so lange, dass sowohl Fangio als auch Moss das Zeittraining verpassten, sodass sie auf dem Dundrod Circuit schließlich von der letzten Reihe aus starteten. Moss fiel nach vier Runden wiederum infolge eines überhitzten Motors aus, und bei Fangio traten Probleme mit der Benzinversorgung auf, derentwegen er ebenfalls vor Rennende aufgeben musste.
Bei der Daily Mail International Trophy, die Anfang August 1952 auf dem Boreham Circuit im südenglischen Essex ausgetragen wurde, kam es zu einer erneuten „Erniedrigung“ des Teams: In dem Rennen, in dem Formel-1- und Formel-2-Autos gegeneinander antraten, fiel Froilán González gleich zu Beginn nach einem Fahrfehler aus, und Ken Wharton, der den zweiten P15 fuhr, erlitt nach 58 Runden einen Getriebeschaden.

#### Formula-Libre-Rennen

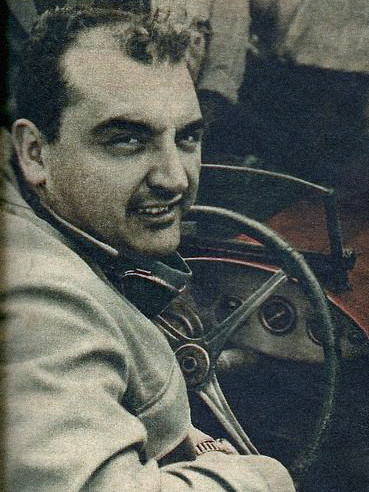
Siegte für B.R.M. in einem Nebenrennen: José Froilán González

An den enttäuschenden Lauf in Boreham schlossen sich noch einige Engagements des B.R.M.-Teams bei Formula-Libre-Rennen an, die überwiegend erfolgreich waren. Hierbei handelte es sich im Gegensatz zu den Formel-1-Rennen jeweils um bloße Kurzstreckenrennen, bei denen die Zuverlässigkeitsprobleme des P15 nicht nachhaltig zum Tragen kamen. Zwar scheiterten beide Autos des Teams zunächst noch der BRDC Formula Libre Trophy in Silverstone an technischen Defekten. Auf dem Flugplatz in Turnberry aber gewann Reg Parnell dann die Scottish Daily Express National Trophy gegen schwache Konkurrenz, und einen Monat später siegte Froilán González bei dem über fünf Runden (12 Meilen) gehenden Woodcote Cup in Goodwood. Am gleichen Tag nahmen drei B.R.M.-Piloten die ersten drei Plätze beim Daily-Graphic-Formula-Libre-Rennen ein. Im Oktober 1952 schließlich lag Ken Wharton bei der Glasgow Daily Herald Formula Libre 1952 zeitweise auf der führenden Position, fiel dann aber nach einem Fahrfehler aus.

### 1953
In der Saison 1953 trat das B.R.M.-Werksteam außerhalb Großbritanniens nur zum nicht zur Weltmeisterschaft zählenden Großen Preis von Albi an, für den Formel-1- und für Formel-2-Autos gleichermaßen zugelassen waren. Als Werksfahrer waren Fangio, Froilán González und Wharton gemeldet. Der Grand Prix d’Albi wurde in zwei getrennten Läufen und einem abschließenden Finale ausgetragen. Fangio gewann den zweiten Lauf, Wharton wurde im zweiten Lauf Zweiter. Alle drei B.R.M.-Fahrer kamen ins Finale. Froilán González kam im Finale als Zweiter ins Ziel, seine beiden Teamkollegen hingegen fielen aus. An Fangios Auto versagten in der 10. Runde des Finales die Bremsen, Ken Wharton verunglückte in der 12. Runde schwer, als er mit einer Geschwindigkeit von 140 mph von der Strecke abkam und sich mehrfach überschlug. Sein Auto wurde stark beschädigt und im weiteren Verlauf des Jahres nicht wieder aufgebaut.
Abgesehen davon startete BRM mit dem P15 bei einigen britischen Formula-Libre-Rennen. Im April 1953 gewann Ken Wharton ein Begleitrennen zur Glover Trophy, im Juni beendeten Fangio und Wharton ein Begleitrennen zum Großen Preis von Großbritannien auf den Plätzen zwei und drei, wobei die Konkurrenz vor allem aus Vorkriegsfahrzeugen und Formel-2-Autos bestand. Weitere Siege gab es für Wharton bei der AMOC Trophy in Snetterton und dem zwei Stunden später am gleichen Ort stattfindenden USA Invitation Race, ferner bei der Newcastle Journal Trophy im schottischen Charterhall und im Oktober 1953 bei der Hastings Trophy in Castle Combe. In seinen Memoiren betonte Raymond Mays, dass der P15 zu dieser Zeit problemlos und zuverlässig lief. Allerdings waren auch die Formula-Libre-Rennen des Jahres 1953 schwach besuchte Wettbewerbe, die nur über kurze Distanzen gingen.

### 1954
In den ersten Monaten des Jahres 1954 hatte der P15 seine letzten Auftritte, bevor er durch den P30 ersetzt wurde. B.R.M. meldete den Wagen für Ken Wharton im Januar 1954 zum ersten Großen Preis von Neuseeland, wo er in erster Linie gegen lokale Fahrer und ältere bzw. schwächer motorisierte Autos, die vielfach Eigenbauten waren, antrat. Wharton fuhr zeitweise mit einem nicht voll funktionsfähigen Auto, weil er nach einem Defekt der vorderen Bremsen in der zweiten Hälfte des Rennens allein die hinteren Bremsen nutzen konnte. Nach anfänglichen Unstimmigkeiten über den Sieger wurde Wharton als Zweiter gewertet. Einen Monat später wurde er Dritter bei der Lady Wigram Trophy; dabei hatte er einen Rückstand von fünf Minuten auf den Sieger Peter Whitehead im Ferrari. Letztmals erschien der P15 bei zwei kurzen Formula-Libre-Rennen in Goodwood, die als Rahmenrennen für den nach den aktuellen Formel-1-Regeln ausgeschriebenen Lavant Cup durchgeführt wurden. Die über fünf bzw. 25 Runden gehenden Rennen wurden als Glover Trophy und Chichester Cup bezeichnet. Beide Rennen gewann Wharton im P15.

## Weiterentwicklung: B.R.M. P30

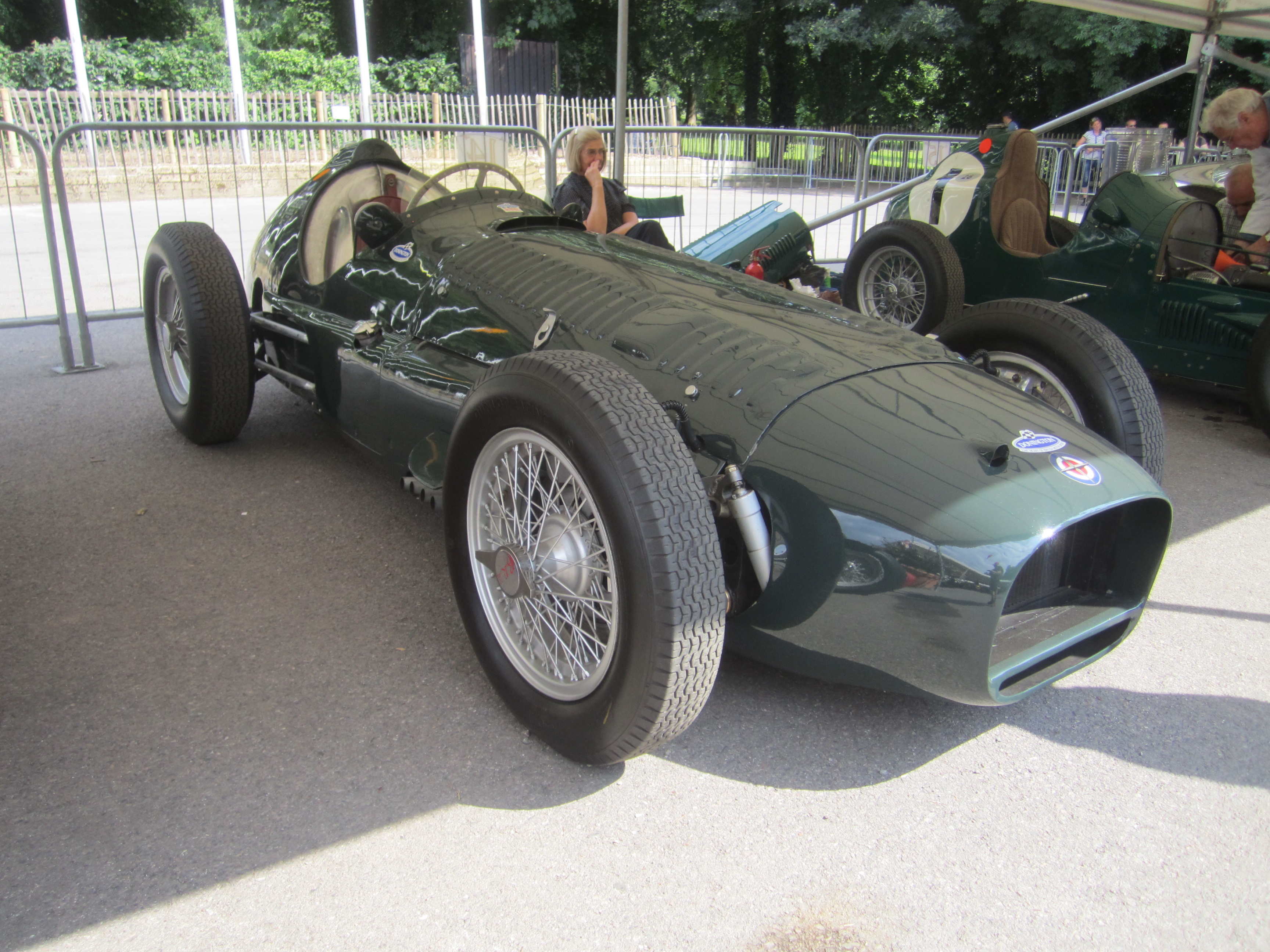
B.R.M. P30

Ab 1954 war die Automobil-Weltmeisterschaft 1954 wieder für die Formel 1 ausgeschrieben, folgte aber einem im Vergleich zu den früheren Jahren geänderten Reglement. B.R.M. wollte unter der Leitung des neuen Inhabers Alfred Owen mittelfristig wieder an der Formel 1 teilnehmen, hatte aber zu Saisonbeginn 1954 kein dem neuen Reglement entsprechendes Auto. Zunächst arbeitete das Team in dieser Zeit mit dem B.R.M. P30, der eine weiterentwickelte Version des P15 darstellte und gelegentlich auch als P15 Mark II bezeichnet wird. Der Wagen galt als Interimsmodell, das die Zeit bis zur Präsentation eines völlig neuen Formel-1-Autos überbrücken sollte. Mit dem P30 wollte B.R.M. außerhalb der Weltmeisterschaftsrennen erste Erfahrungen mit leichteren, kürzeren Rennwagen sammeln.
Antriebstechnisch gab es keine Änderungen, insbesondere übernahm der P30 den Sechzehnzylinder-V-Motor des P15. Der Radstand war allerdings kürzer (2311 mm), und das Auto war etwa 90 kg leichter als der P15. Zudem hatte der P30 kleinere Tanks. Änderungen gab es schließlich bei der Aufhängung und den Bremsen.
Der B.R.M. P30 startete 1954 bei zwölf und 1955 bei sieben Formula-Libre-Rennen. Fahrer waren Ken Wharton, Ron Flockhart und Peter Collins. 1954 gab es vier Siege, im folgenden Jahr noch einmal zwei.

## Gründe des Scheiterns
Der B.R.M. P15 wird überwiegend als ein enttäuschendes Auto angesehen. Juan Manuel Fangio wird zwar mit den Worten zitiert, der B.R.M. P15 sei „das fantastischste Auto, das ich jemals gefahren bin“. Das blieb aber ein vereinzeltes Lob. Stirling Moss hingegen bezeichnete den P15 als das schlechteste Rennauto, das er jemals gefahren sei.
Die Fachliteratur geht größtenteils davon aus, dass der B.R.M. P15 ein fehlgeschlagenes Projekt war. Für das Scheitern werden unterschiedliche Gründe angeführt.
Raymond Mays’ Konzept, möglichst viele Fachbetriebe in das B.R.M.-Projekt einzubinden, gilt rückblickend als verfehlt. Es führte nicht zur erhofften Bündelung von Kompetenz, vielmehr lag in diesem Ansatz eine wesentliche Schwäche. Zunächst hemmte die dezentrale Entwicklung und Konstruktion der einzelnen Bauteile durch verschiedene unabhängige Unternehmen das Vorankommen des Projekts, denn die Herstellung kostenloser Komponenten für BRM genoss bei den Zulieferern keine Priorität. Die späte Lieferung eines einzelnen Teils konnte eine Kettenreaktion auslösen. So verzögerte sich etwa der Anbau der bereits fertigen Kupplung um mehrere Monate, weil die notwendigen Verbindungsstücke nicht vom Hersteller der Kupplung bezogen wurden, sondern von einem unabhängigen Lieferanten, der diese Teile seinerseits noch nicht fertiggestellt hatte. Darüber hinaus gab es Schwierigkeiten mit der Koordination: Jeder Zulieferer baute seine Komponenten nach eigenen Vorstellungen. Probleme der Anpassung an die Teile anderer Hersteller wurden oft nur ungenügend und mit hohem Zeitaufwand gelöst. Vielfach gab es auch Schwierigkeiten in der Kommunikation der beteiligten Zulieferer untereinander. Der B.R.M. P15 wird deshalb oft als Beispiel dafür genannt, dass „viele Köche den Brei verderben“.
Als weiterer Grund des Scheiterns wird die Komplexität des Sechzehnzylindermotors genannt, mit der das kleine B.R.M.-Team überfordert gewesen sei.

## Rennergebnisse in der Automobil-Weltmeisterschaft
| Saison | Fahrer         | Nummer | 1 | 2 | 3 | 4 | 5 | 6 | 7   | 8   | Punkte |
| ------ | -------------- | ------ | - | - | - | - | - | - | --- | --- | ------ |
| 1951   |                |        |   |   |   |   |   |   |     |     | 2      |
| 1951   | Reg Parnell    | 6      |   |   |   |   | 5 |   |     |     | 2      |
| 1951   | Reg Parnell    | 31     |   |   |   |   |   |   | DNS |     | 2      |
| 1951   | Reg Parnell    | 40     |   |   |   |   |   |   |     | DNA | 2      |
| 1951   | Peter Walker   | 7      |   |   |   |   | 7 |   |     |     | 2      |
| 1951   | Ken Richardson | 32     |   |   |   |   |   |   | DNS |     | 2      |
| 1951   | Hans Stuck     | 32     |   |   |   |   |   |   | DNS |     | 2      |

| Legende  | Legende            | Legende                                                          |
| Farbe    | Abkürzung          | Bedeutung                                                        |
| -------- | ------------------ | ---------------------------------------------------------------- |
| Gold     | –                  | Sieg                                                             |
| Silber   | –                  | 2. Platz                                                         |
| Bronze   | –                  | 3. Platz                                                         |
| Grün     | –                  | Platzierung in den Punkten                                       |
| Blau     | –                  | Klassifiziert außerhalb der Punkteränge                          |
| Violett  | DNF                | Rennen nicht beendet (did not finish)                            |
| Violett  | NC                 | nicht klassifiziert (not classified)                             |
| Rot      | DNQ                | nicht qualifiziert (did not qualify)                             |
| Rot      | DNPQ               | in Vorqualifikation gescheitert (did not pre-qualify)            |
| Schwarz  | DSQ                | disqualifiziert (disqualified)                                   |
| Weiß     | DNS                | nicht am Start (did not start)                                   |
| Weiß     | WD                 | zurückgezogen (withdrawn)                                        |
| Hellblau | PO                 | nur am Training teilgenommen (practiced only)                    |
| Hellblau | TD                 | Freitags-Testfahrer (test driver)                                |
| ohne     | DNP                | nicht am Training teilgenommen (did not practice)                |
| ohne     | INJ                | verletzt oder krank (injured)                                    |
| ohne     | EX                 | ausgeschlossen (excluded)                                        |
| ohne     | DNA                | nicht erschienen (did not arrive)                                |
| ohne     | C                  | Rennen abgesagt (cancelled)                                      |
| ohne     | keine WM-Teilnahme |                                                                  |
| sonstige | P/fett             | Pole-Position                                                    |
| sonstige | 1/2/3/4/5/6/7/8    | Punktplatzierung im Sprint-/Qualifikationsrennen                 |
| sonstige | SR/kursiv          | Schnellste Rennrunde                                             |
| sonstige | *                  | nicht im Ziel, aufgrund der zurückgelegten Distanz aber gewertet |
| sonstige | ()                 | Streichresultate                                                 |
| sonstige | unterstrichen      | Führender in der Gesamtwertung                                   |

## Technische Daten
| B.R.M. P15                           | B.R.M. P15                                                               |
| ------------------------------------ | ------------------------------------------------------------------------ |
| Motor:                               | Sechzehnzylinder-Ottomotor V-Anordnung Bankwinkel 135 Grad               |
| Hubraum:                             | 1496 cm³ (Bohrung 49,53 mm, Hub 47,8 mm)                                 |
| max. Leistung:                       | 330 bhp (246 kW) – 550 bhp (410 kW)                                      |
| Gemischaufbereitung:                 | 2 SU-Vergaser                                                            |
| Ventile:                             | Ein Einlass- und ein Auslassventil pro Zylinder                          |
| Kühlung:                             | Wasserkühlung                                                            |
| Getriebe:                            | Fünfganggetriebe (Handschaltung)                                         |
| Radaufhängung:                       | Kurbellenkerachse vorn De-Dion-Achse hinten                              |
| Bremsen:                             | vorne und hinten Trommelbremsen ab 1952: vorn und hinten Scheibenbremsen |
| Chassis:                             | Rohrrahmen aus Stahl                                                     |
| Karosserie:                          | Aluminium                                                                |
| Radstand:                            | 2642 mm                                                                  |
| Abmessungen (Länge × Breite × Höhe): | 4013 × 1422 × 889 mm                                                     |
| Spur                                 | 1321 mm (vorn) 1295 mm (hinten)                                          |
| Gewicht:                             | 736 kg                                                                   |